# Туманообразующая пушка

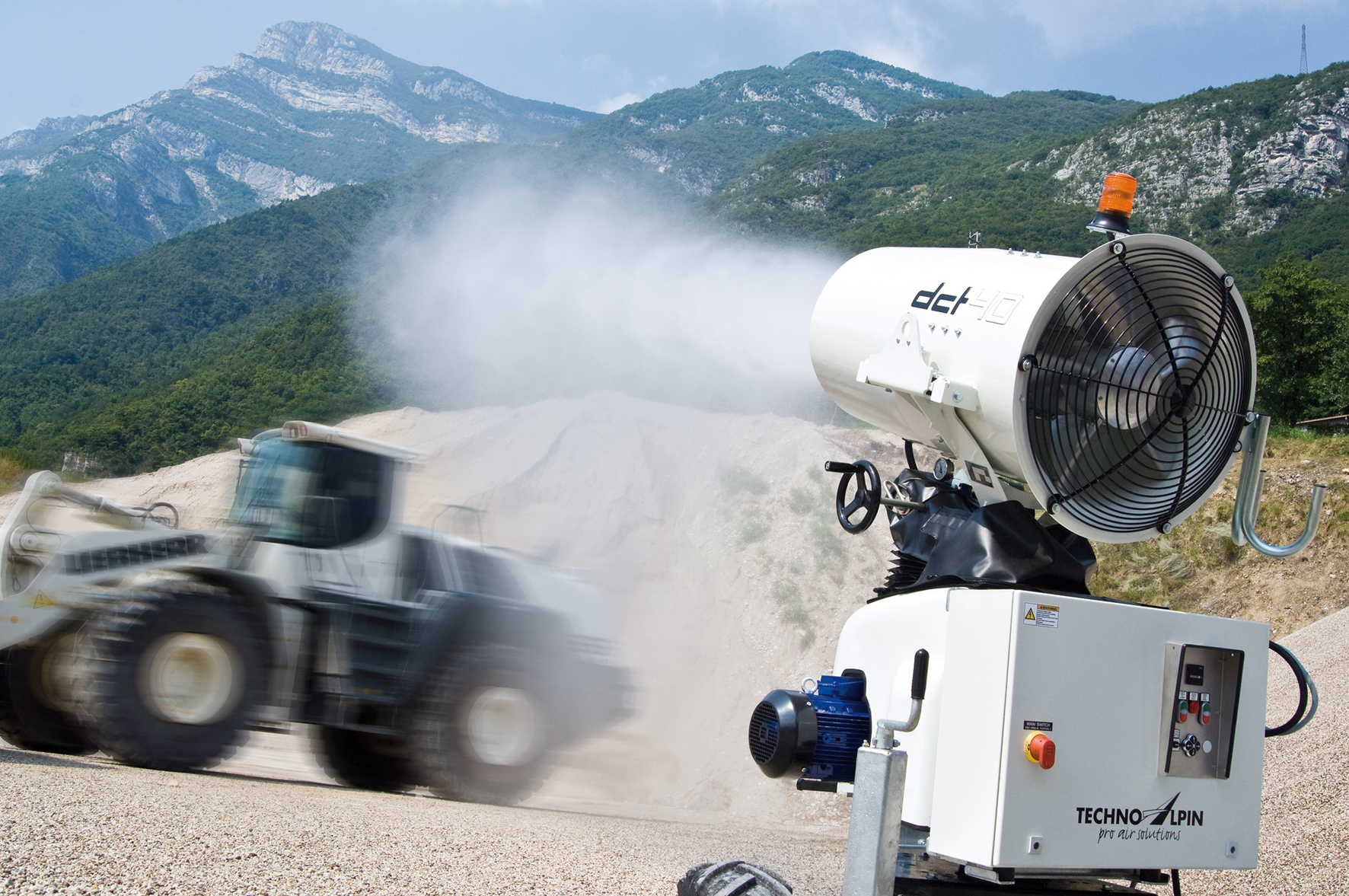

Туманообразующая пушка (также пушка тумана) — промышленное оборудование, используемое для осаждения пыли и предотвращения её образования. Применяется во многих сферах деятельности, которые сопряжены с образованием пыли в производственных процессах: в портах при перевалке и хранении сыпучих грузов, в горнодобывающей промышленности, в строительной отрасли. Также туманообразующие пушки используются в металлургической отрасли для снижения температуры в рабочих помещениях; для борьбы с запахами на сельскохозяйственных объектах, местах накопления мусора.

## Устройство и принцип работы
Туманообразующая пушка представляет собой конусообразный корпус (турбину) с системами для подачи воды и её последующего распыления. Некоторые модели имеют функции удалённого управления, автоматического изменения вертикального и горизонтального углов наклона, датчики подачи воды и др. Для стационарного способа размещения пушки корпус устанавливается на землю или крепится к поверхности конструкции. Мобильный вариант оснащён тележкой, также существуют различные решения на базе шасси транспортного средства или прицепа. В случае необходимости подавления пыли при температуре воздуха ниже нуля, пушка может быть оснащена нуклеатором и переключаться в режим снегообразования, работая по принципу снежной пушки.
Вода или раствор подаётся через шланги под давлением (от 6 до 70 бар в зависимости от модели и мощности пушки) на контур с форсунками и распыляется в окружающую среду. Расход воды для наиболее производительных моделей пушек может достигать 145 л/мин. При помощи встроенного вентилятора или воздушного компрессора образовавшийся туман разносится в заданном направлении. Дальность разброса распылённых капель воды зависит от модели устройства, настроек пушки и условий использования, и находится в диапазоне 10—500 м, а общая площадь покрытия туманом от одной пушки может превышать 12 000 м².
Капли воды, взвешенные в воздухе, сцепляются с частичками пыли, тем самым увеличивают их вес и осаждают на землю. Смачивание поверхности материалов, являющихся источником пыли, предотвращает повторное образование пыли в воздухе из-за ветровой эрозии. В некоторых случаях могут применяться растворы с ПАВ или присадками для повышения смачиваемости воды и для более эффективного осаждения гидрофобных типов пыли, а также для работы в при отрицательной температуре воздуха. Добавление отдушек в распыляемую воду помогает бороться с неприятными запахами.

## Область применения
Пыль оказывает негативное влияние на здоровье человека и окружающую среду, а также приводит к ускоренному износу техники и механизмов. Накопление угольной пыли в воздухе может создавать взрывоопасную среду.
Туманообразующие пушки являются одним из эффективных способов борьбы с пылеобразованием. В зависимости от условий эксплуатации их применение позволяет снизить содержание пыли минимум на 25 %, в некоторых случаях — до 95 %. Одним из преимуществ данных устройств является возможность настраивать размеры капель тумана (от 0,1 до 1000мкм) с помощью регулируемых форсунок. Соответствие размера капель получаемого тумана и размера частиц пыли позволяет более эффективно бороться с пылеобразованием. За счёт своей эффективности и универсальности туманообразующие пушки используются в широком спектре задач: для пылеподавления в портах, при сносе сооружений, на рудниках и карьерах, при погрузо-разгрузочных работах на складах. Также эти устройства могут применяться при покрасочных работах, для улучшения качества воздуха в городах, являющихся развитыми промышленными центрами. Кроме борьбы с образованием пыли туманообразующие пушки применяются для увлажнения и охлаждения воздуха в тепличных хозяйствах, на металлургических предприятиях и для распыления дезинфицирующих составов.
Среди недостатков туманообразующих пушек можно отметить повышенную требовательность к исходному качеству подаваемой воды и необходимость в её многоступенчатой фильтрации, чтобы предотвратить засорение форсунок. Местоположение пушки всегда должно учитывать розу ветров, так как это в значительной степени влияет на распространение генерируемого тумана.